# Ramon Ramos Lima
Ramon Ramos Lima, mais conhecido como Ramon (São João de Meriti, 13 de março de 2001), é um futebolista brasileiro que atua como lateral-esquerdo. Atualmente, joga pelo Vitória por empréstimo do Internacional.

## Carreira

### Antecedentes
Nascido em São João de Meriti, Rio de Janeiro, começou sua carreira quando foi descoberto por um olheiro na várzea aos 9 anos que levou para fazer testes no Nova Iguaçu, no qual foi aprovado para prosseguir nas categorias de base do clube. No Nova Iguaçu ele ficou 7 anos, dos nove aos dezesseis e sempre sendo titular das categorias de base. Em 2014, Ramon quase foi para o Vasco da Gama, mas uma conversa no Nova Iguaçu impediu o lateral-esquerdo de vestir a camisa cruz-maltina.

### Flamengo
No início de 2017, assinou com o Flamengo para integrar o time sub-17. Fez parte do elenco que conquistou a Copa do Brasil Sub-17, foi um dos destaques na conquista da Copa São Paulo de Futebol Júnior de 2018. A estreia no profissional foi com apenas 16 anos, depois de se tornar campeão da Copinha, foi chamado pelo técnico Paulo César Carpegiani para o time principal.
Na ocasião, os principais jogadores também estavam em período inicial de preparação. Sua estreia oficial aconteceu, em 17 de janeiro de 2018, quando o Flamengo venceu o Volta Redonda por 2–0 e entrou com titular juntamente com alguns jogadores das categorias de base, fora de casa, pelo Campeonato Carioca de 2018.
Em 2019, conquistou o Campeonato Brasileiro Sub-20, quando chamou atenção do então técnico Jorge Jesus. Sua reestreia no profissional aconteceu, em 18 de janeiro de 2020, entrando de titular em um empate por 0–0 com o Macaé, pelo Campeonato Carioca de 2020. Foi um dos vários jovens da base acionados durante o surto de coronavírus durante a pandemia de COVID-19 que atingiu o elenco principal. Em algumas semanas, ganhou confiança da equipe e, em 6 de outubro, renovou seu contrato com o Rubro-Negro até o final de 2025.
Ramon terminou o ano 2021, com 24 jogos (21V/9E/6D), um gol e três assistências.

### Bragantino
Em 4 de abril de 2022, Bragantino acertou a contratação de Ramon por empréstimo até o fim temporada 2022. Ramon estreou com a camisa do Red Bull Bragantino, e na primeira rodada do Brasileirão, no empate com o Juventude, fora de casa, pelo placar de 2 a 2.
Ramon defendeu o Bragantino por 19 jogos, sendo nove como titular, em 2022.

### Retorno ao Flamengo
Ramon voltou para o Flamengo ao fim do empréstimo e jogou no Campeonato Carioca de 2023, na vitória por 1 a 0 sobre o Audax, no Maracanã. Depois desse jogo foi negociado junto ao futebol grego.

### Olympiakos
Em 21 de janeiro de 2023, o Olympiacos, da Grécia, anunciou a contratação de Ramon com contrato até 2027. O time grego pagou 1,5 milhão de euros (R$ 8,2 milhões) por 70% dos direitos econômicos.

## Seleção Brasileira
Foi convocado por André Jardine para Seleção Brasileira Sub-20, em outubro de 2020, com destaque em uma virada contra a equipe Sub-23 do Corinthians, mas também não ficando à inteira disposição da seleção, tendo que se alternar com o Flamengo.

## Estatísticas
Atualizadas até 30 de novembro de 2021.

### Clubes
| Equipe            | Temporada         | Campeonato nacional | Campeonato nacional | Campeonato nacional | Copa nacional[a] | Copa nacional[a] | Copa nacional[a] | Competições continentais[b] | Competições continentais[b] | Competições continentais[b] | Outros torneios[c] | Outros torneios[c] | Outros torneios[c] | Total | Total | Total   |
| Equipe            | Temporada         | Jogos               | Gols                | Assist.             | Jogos            | Gols             | Assist.          | Jogos                       | Gols                        | Assist.                     | Jogos              | Gols               | Assist.            | Jogos | Gols  | Assist. |
| ----------------- | ----------------- | ------------------- | ------------------- | ------------------- | ---------------- | ---------------- | ---------------- | --------------------------- | --------------------------- | --------------------------- | ------------------ | ------------------ | ------------------ | ----- | ----- | ------- |
| Flamengo          | 2018              | —                   | —                   | —                   | —                | —                | —                | —                           | —                           | —                           | 2                  | 0                  | 1                  | 2     | 0     | 1       |
| Flamengo          | 2019              | —                   | —                   | —                   | —                | —                | —                | —                           | —                           | —                           | 0                  | 0                  | 0                  | 0     | 0     | 0       |
| Flamengo          | 2020              | 4                   | 0                   | 0                   | 1                | 0                | 0                | 3                           | 0                           | 0                           | 4                  | 0                  | 2                  | 12    | 0     | 2       |
| Flamengo          | 2021              | 12                  | 0                   | 0                   | 3                | 0                | 0                | 4                           | 0                           | 0                           | 5                  | 0                  | 1                  | 24    | 0     | 1       |
| Flamengo          | 2023              | —                   | —                   | —                   | —                | —                | —                | —                           | —                           | —                           | 1                  | 0                  | 0                  | 1     | 0     | 0       |
| Flamengo          | Total             | 16                  | 0                   | 0                   | 4                | 0                | 0                | 7                           | 0                           | 0                           | 12                 | 0                  | 4                  | 39    | 0     | 4       |
| Bragantino        | 2022              | 15                  | 0                   | 0                   | —                | —                | —                | 4                           | 0                           | 0                           | —                  | —                  | —                  | 19    | 0     | 0       |
| Bragantino        | Total             | 15                  | 0                   | 0                   | —                | —                | —                | 4                           | 0                           | 0                           | —                  | —                  | —                  | 19    | 0     | 4       |
| Olympiacos        | 2022–23           | 9                   | 0                   | 1                   | 1                | 0                | 0                | —                           | —                           | —                           | —                  | —                  | —                  | 10    | 0     | 1       |
| Olympiacos        | 2023–24           | 1                   | 0                   | 0                   | 0                | 0                | 0                | —                           | —                           | —                           | —                  | —                  | —                  | 1     | 0     | 0       |
| Olympiacos        | Total             | 10                  | 0                   | 1                   | 1                | 0                | 0                | —                           | —                           | —                           | —                  | —                  | —                  | 11    | 0     | 1       |
| Total na carreira | Total na carreira | 41                  | 0                   | 1                   | 5                | 0                | 0                | 11                          | 0                           | 0                           | 12                 | 0                  | 4                  | 69    | 0     | 5       |

- a. ^ Jogos da Copa do Brasil
- b. ^ Jogos da Copa Libertadores da América
- c. ^ Jogos do Campeonato Carioca

## Títulos
Flamengo
- Florida Cup: 2019
- Campeonato Carioca: 2019, 2020 e 2021
- Copa Libertadores da América: 2019
- Campeonato Brasileiro: 2019 e 2020
- Supercopa do Brasil: 2020 e 2021
- Recopa Sul-Americana: 2020
- Taça Guanabara: 2020 e 2021

Internacional
- Campeonato Gaúcho: 2025

## Ligações Externas
- «Perfil». no Flamengo
- «Perfil». no Instagram
- «Perfil». em Soccerway